# セイキロスの墓碑銘

セイキロスの墓碑銘。デンマーク国立博物館所蔵

セイキロスの墓碑銘（セイキロスのぼひめい、セイキロスのスコリオンとも）は、完全な形で残っている世界最古の楽曲である。墓石に墓碑銘として歌詞が刻まれており、歌詞の行間には古代ギリシアの音符による旋律の指示がある。墓石はエフェソスの近隣にあるトルコの都市アイドゥン（Aydın）近郊で発掘された。年代は紀元前2世紀頃から紀元後1世紀頃と推測される。古代ギリシアの音楽としては、これより古いものも存在する。だが短いながらも完全な形で残っている楽曲はこれが最古である。
歌詞の他に、墓石には以下のような文言が刻まれている。
Εἰκὼν ἡ λίθος εἰμί.Τίθησί με Σείκιλος ἔνθα μνήμης ἀθανάτου σῆμα πολυχρόνιον
この日本語訳は以下の通りである。
「わたしは墓石です。セイキロスがここに建てました。決して死ぬことのない、とこしえの思い出の印にと。」
また、墓石の下部には以下のような献辞が記されている。
Σείκιλος Εὐτέρ[πῃ]
ラテン文字に翻字すると、Seikilos Euter[pei]となる。これは「セイキロスよりエウテルペに」の謂であり、セイキロスが自身の妻エウテルペにこの楽曲を捧げたものと考えられている。

## 旋律
歌詞の上部には、旋律を意味する記号が記されている。以下は現代ギリシア語フォントによる墓碑銘の再現である。

セイキロスの墓碑銘（旋律のある箇所のみ）。

Ὅσον ζῇς φαίνου / Hóson zễis, phaínou

μηδὲν ὅλως σὺ λυποῦ· / mêdèn hólôs sù lupoû ;

πρὸς ὀλίγον ἐστὶ τὸ ζῆν / pròs olígon estì tò zễn

τὸ τέλος ὁ χρόνος ἀπαιτεῖ. / tò télos ho khrónos apaiteî.
旋律を現代の五線譜で表記すると以下のように成る。

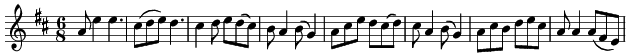
五線譜による表記。

生きている間は輝いていてください

思い悩んだりは決してしないでください・

人生はほんの束の間ですから

そして時間は奪っていく物ですから。

## 関連作品
『セイキロスさんとわたし』 - セイキロスの墓碑銘をモチーフにした短編映像作品。 監督：糸曽賢志／亀渕裕、脚本：川本正文。

## 脚註
1. ↑  Don Michael Randel (2003)."Harvard Dictionary of Music",p.767. ISBN 0-674--01163-5